# Seconda unità
La seconda unità, in campo cinematografico, è il termine con cui si identificano le riprese secondarie di un film e che spesso non vedono la partecipazione del cast artistico e tecnico principale.

## Riprese

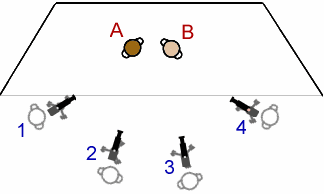
Le riprese multicamera, ruolo importante della seconda unità. Servono ad ottenere le diverse angolazioni di un'immagine.

Le riprese di seconda unità prevedono scatti fotografici dell'ambiente circostante (es. un edificio, un albero), l'inquadratura in primo piano e l'inserto di oggetti vari per ottenere immagini riprese da diverse angolazioni (riprese multicamera).
A differenza delle riprese di prima unità, che sono molto costose e richiedono tempi prestabiliti per lo svolgimento, quelle secondarie occupano brevi archi temporali e vedono la presenza di un nuovo regista e direttore della fotografia appositamente selezionati.
Il regista di seconda unità è l'organo principale di scena, e occasionalmente è chiamato dal cast principale a fare l'assistente alla regia o coordinare alcune scenografie.
Talvolta le riprese della seconda unità sostituiscono quelle primarie anche per motivi di natura sociale. Per esempio, le sequenze previste a Istanbul (Turchia) in Agente 007 - Il mondo non basta furono girate da una seconda unità per un timore presente in produzione, mentre il cast principale rimase ai Pinewood Studios creando ambientazioni su scala con il materiale girato dalla seconda unità.
Altre funzioni sono di girare scene con inserti mancanti in una data sequenza e poi aggiunte durante il montaggio.

## Unità supplementari
Nel caso di grandi produzioni (kolossal), la presenza di una seconda unità non basta e lo studio cinematografico commissiona ulteriori gruppi, non più di due, definiti come seconda unità supplementare.
Talvolta vengono utilizzate unità addizionali che sfruttano come denominazione la situazione in cui sono necessarie, ad esempio "aerial unit" o "underwater unit", od ancora "civil war unit" (film Il cacciatore di vampiri).